# Ante Crnac
Ante Crnac (ur. 17 grudnia 2003 w Sisaku) – chorwacki piłkarz grający na pozycji napastnika w klubie Norwich City F.C..

## Kariera juniorska
Crnac grał jako junior w HNŠK Moslavina (do 2013) i Dinamo Zagrzeb (2013–2021).

## Kariera seniorska

### Dinamo Zagrzeb II
Crnac zadebiutował w rezerwach Dinama Zagrzeb 12 kwietnia 2021 w starciu z NK Orijent Rijeka (wyg. 2:1), strzelając wtedy swojego pierwszego gola. Ostatecznie w barwach Dinama Zagrzeb wystąpił on 18 razy, zdobywając dwie bramki.

### NK Slaven Belupo
Crnac przeniósł się do NK Slaven Belupo 25 stycznia 2022 na 3 lata. Zadebiutował dla nich 29 stycznia 2022 w meczu z NK Osijek (wyg. 1:2). Pierwszą bramkę zdobył 4 kwietnia 2022 w przegranym 3:1 spotkaniu przeciwko NK Lokomotivie Zagrzeb. Łącznie dla NK Slaven Belupo Crnac rozegrał 56 meczów strzelając 11 goli.

### Raków Częstochowa
Crnac przeszedł do Rakowa Częstochowa 1 września 2023 podpisując pięcioletni kontrakt. Debiut dla nich zaliczył 21 września 2023 w przegranym 2:0 spotkaniu przeciwko Atalancie BC. Pierwszego gola 22 października 2023 w meczu z Górnikiem Zabrze (przeg. 2:1). Kolejny raz trafił do siatki 5 listopada 2023 starciu z Zagłębiem Lubin (wyg. 5:0).

## Kariera reprezentacyjna

### Chorwacja U-14
Crnac rozegrał dwa mecze dla reprezentacji Chorwacji U-14: 7 i 8 czerwca 2017 przeciwko USA (3:1 i 1:2).

### Chorwacja U-15
Crnac zadebiutował dla drużyny Chorwacji U-15 6 listopada 2017 w przegranym 0:3 spotkaniu przeciwko Peru. Pierwszego gola strzelił 29 kwietnia 2018 w meczu z Rosją (wyg. 0:2). Ostatecznie w barwach Chorwacji U-15 Crnac wystąpił 9 razy, zdobywając jedną bramkę.

### Chorwacja U-16
Crnac wystąpił w dwóch meczach dla Chorwacji U-16: 22 i 24 lipca 2018 z Anglią (0:2, 0:0).

### Chorwacja U-17
Crnac zaliczył debiut w reprezentacji Chorwacji U-17 22 października 2019 w wygranym 2:3 spotkaniu przeciwko Islandii. Wystąpił dla niej jeszcze dwa razy: 25 października z Armenią (4:0) i 28 października ze Szkocją (2:1).

### Chorwacja U-19
Crnac dwa razy zagrał dla Chorwacji U-19: 1 i 7 lipca 2021 przeciwko Walii (2:0) i Austrii (0:1).

### Chorwacja U-20
Crnac wystąpił w dwóch starciach w reprezentacji Chorwacji U-20: 22 i 25 września 2022 z Arabią Saudyjską (1:1) i Albanią (3:1).

### Chorwacja U-21
Crnac rozegrał tylko jedno spotkanie w barwach kadry Chorwacji U-21. Był to mecz z Austrią (1:1) rozegrany 21 listopada 2022.

## Statystyki

### Klubowe
(aktualne na dzień 6 stycznia 2024)
| Klub               | Sezon              | Liga                         | Liga  | Liga   | Puchar kraju | Puchar kraju | Europa | Europa | Suma  | Suma   |
| Klub               | Sezon              | Liga                         | Mecze | Bramki | Mecze        | Bramki       | Mecze  | Bramki | Mecze | Bramki |
| ------------------ | ------------------ | ---------------------------- | ----- | ------ | ------------ | ------------ | ------ | ------ | ----- | ------ |
| Dinamo Zagrzeb II  | 2020/21            | Prva nogometna liga          | 4     | 2      | 0            | 0            | –      | –      | 4     | 2      |
| Dinamo Zagrzeb II  | 2021/22            | Prva nogometna liga          | 14    | 0      | 0            | 0            | –      | –      | 14    | 0      |
| Dinamo Zagrzeb II  | Ogólnie            | Ogólnie                      | 18    | 2      | 0            | 0            | 0      | 0      | 18    | 2      |
| NK Slaven Belupo   | 2021/22            | Prva hrvatska nogometna liga | 12    | 2      | 0            | 0            | –      | –      | 12    | 2      |
| NK Slaven Belupo   | 2022/23            | Prva hrvatska nogometna liga | 35    | 6      | 3            | 0            | –      | –      | 38    | 6      |
| NK Slaven Belupo   | 2023/24            | Prva hrvatska nogometna liga | 6     | 3      | 0            | 0            | –      | –      | 6     | 3      |
| NK Slaven Belupo   | Ogólnie            | Ogólnie                      | 53    | 11     | 3            | 0            | 0      | 0      | 56    | 11     |
| Raków Częstochowa  | 2023/24            | Ekstraklasa                  | 10    | 2      | 2            | 0            | 6      | 0      | 18    | 0      |
| Raków Częstochowa  | Ogólnie            | Ogólnie                      | 10    | 2      | 2            | 0            | 6      | 0      | 18    | 0      |
| Ogólnie w karierze | Ogólnie w karierze | Ogólnie w karierze           | 81    | 15     | 5            | 0            | 6      | 0      | 92    | 15     |

### Reprezentacyjne
(aktualne na dzień 6 stycznia 2024)
| Reprezentacja      | Rok                | Mecze | Bramki |
| ------------------ | ------------------ | ----- | ------ |
| Chorwacja U-14     | 2017               | 2     | 0      |
| Ogólnie            | Ogólnie            | 2     | 0      |
| Chorwacja U-15     | 2017               | 5     | 0      |
| Chorwacja U-15     | 2018               | 4     | 1      |
| Ogólnie            | Ogólnie            | 9     | 1      |
| Chorwacja U-16     | 2018               | 2     | 0      |
| Ogólnie            | Ogólnie            | 2     | 0      |
| Chorwacja U-17     | 2019               | 3     | 0      |
| Ogólnie            | Ogólnie            | 3     | 0      |
| Chorwacja U-19     | 2021               | 2     | 0      |
| Ogólnie            | Ogólnie            | 2     | 0      |
| Chorwacja U-20     | 2022               | 2     | 0      |
| Ogólnie            | Ogólnie            | 2     | 0      |
| Chorwacja U-21     | 2022               | 1     | 0      |
| Ogólnie            | Ogólnie            | 1     | 0      |
| Ogólnie w karierze | Ogólnie w karierze | 21    | 1      |

| Mecze i gole w reprezentacji | Mecze i gole w reprezentacji | Mecze i gole w reprezentacji | Mecze i gole w reprezentacji | Mecze i gole w reprezentacji | Mecze i gole w reprezentacji | Mecze i gole w reprezentacji | Mecze i gole w reprezentacji                  |
| Chorwacja U-14               | Chorwacja U-14               | Chorwacja U-14               | Chorwacja U-14               | Chorwacja U-14               | Chorwacja U-14               | Chorwacja U-14               | Chorwacja U-14                                |
| Lp.                          | Data                         | Miejsce                      | Gospodarz                    | Gość                         | Wynik                        | Gol                          | Rozgrywki                                     |
| ---------------------------- | ---------------------------- | ---------------------------- | ---------------------------- | ---------------------------- | ---------------------------- | ---------------------------- | --------------------------------------------- |
| 1.                           | 07.06.2017                   |                              | Chorwacja U-14               | Stany Zjednoczone U-14       | 3:1                          |                              | Mecz towarzyski                               |
| 2.                           | 08.06.2017                   |                              | Chorwacja U-14               | Stany Zjednoczone U-14       | 1:2                          |                              | Mecz towarzyski                               |
| Chorwacja U-15               |                              |                              |                              |                              |                              |                              |                                               |
| Lp.                          | Data                         | Miejsce                      | Gospodarz                    | Gość                         | Wynik                        | Gol                          | Rozgrywki                                     |
| 1.                           | 06.11.2017                   | Mendoza                      | Chorwacja U-15               | Peru U-15                    | 0:3                          |                              | Mistrzostwa Ameryki Południowej U-15 2017     |
| 2.                           | 08.11.2017                   | Mendoza                      | Wenezuela U-15               | Chorwacja U-15               | 2:1                          |                              | Mistrzostwa Ameryki Południowej U-15 2017     |
| 3.                           | 10.11.2017                   | Mendoza                      | Brazylia U-15                | Chorwacja U-15               | 2:0                          |                              | Mistrzostwa Ameryki Południowej U-15 2017     |
| 4.                           | 12.11.2017                   | Mendoza                      | Boliwia U-15                 | Chorwacja U-15               | 2:2                          |                              | Mistrzostwa Ameryki Południowej U-15 2017     |
| 5.                           | 14.11.2017                   | Mendoza                      | Ekwador U-15                 | Chorwacja U-15               | 1:3                          |                              | Mistrzostwa Ameryki Południowej U-15 2017     |
| 6.                           | 25.04.2018                   |                              | Macedonia Północna U-15      | Chorwacja U-15               | 1:1                          |                              | Mecz towarzyski                               |
| 7.                           | 26.04.2018                   |                              | Włochy U-15                  | Chorwacja U-15               | 2:0                          |                              | Mecz towarzyski                               |
| 8.                           | 29.04.2018                   |                              | Rosja U-15                   | Chorwacja U-15               | 0:2                          | Gol                          | Mecz towarzyski                               |
| 9.                           | 01.05.2018                   |                              | Chorwacja U-15               | Czechy U-15                  | 2:4                          |                              | Mecz towarzyski                               |
| Chorwacja U-16               |                              |                              |                              |                              |                              |                              |                                               |
| Lp.                          | Data                         | Miejsce                      | Gospodarz                    | Gość                         | Wynik                        | Gol                          | Rozgrywki                                     |
| 1.                           | 22.07.2018                   | Karlovac                     | Chorwacja U-16               | Anglia U-16                  | 0:2                          |                              | Mecz towarzyski                               |
| 2.                           | 24.07.2018                   | Karlovac                     | Chorwacja U-16               | Anglia U-16                  | 0:0                          |                              | Mecz towarzyski                               |
| Chorwacja U-17               |                              |                              |                              |                              |                              |                              |                                               |
| Lp.                          | Data                         | Miejsce                      | Gospodarz                    | Gość                         | Wynik                        | Gol                          | Rozgrywki                                     |
| 1.                           | 22.10.2019                   | Edynburg                     | Islandia U-17                | Chorwacja U-17               | 2:3                          |                              | Mistrzostwa Europy U-17 2020 – runda elitarna |
| 2.                           | 25.10.2019                   | Edynburg                     | Chorwacja U-17               | Armenia U-17                 | 4:0                          |                              | Mistrzostwa Europy U-17 2020 – runda elitarna |
| 3.                           | 28.10.2019                   | Stirling                     | Chorwacja U-17               | Szkocja U-17                 | 2:1                          |                              | Mistrzostwa Europy U-17 2020 – runda elitarna |
| Chorwacja U-19               |                              |                              |                              |                              |                              |                              |                                               |
| Lp.                          | Data                         | Miejsce                      | Gospodarz                    | Gość                         | Wynik                        | Gol                          | Rozgrywki                                     |
| 1.                           | 01.09.2021                   | Zagrzeb                      | Chorwacja U-19               | Walia U-19                   | 2:1                          |                              | Mecz towarzyski                               |
| 2.                           | 07.09.2021                   |                              | Chorwacja U-19               | Austria U-19                 | 0:1                          |                              | Mecz towarzyski                               |
| Chorwacja U-20               |                              |                              |                              |                              |                              |                              |                                               |
| Lp.                          | Data                         | Miejsce                      | Gospodarz                    | Gość                         | Wynik                        | Gol                          | Rozgrywki                                     |
| 1.                           | 22.09.2022                   | Čakovec                      | Chorwacja U-20               | Arabia Saudyjska U-20        | 1:1                          |                              | Mecz towarzyski                               |
| 2.                           | 25.09.2022                   | Čakovec                      | Chorwacja U-20               | Albania U-20                 | 3:1                          |                              | Mecz towarzyski                               |
| Chorwacja U-21               |                              |                              |                              |                              |                              |                              |                                               |
| Lp.                          | Data                         | Miejsce                      | Gospodarz                    | Gość                         | Wynik                        | Gol                          | Rozgrywki                                     |
| 1.                           | 21.11.2022                   | Pula                         | Chorwacja U-21               | Austria U-21                 | 1:1                          |                              | Mecz towarzyski                               |